# Muzeum historických vozidel Humpolec
Muzeum historických vozidel Humpolec (jinde též Muzeum historických automobilů Humpolec) bylo muzeum v Humpolci v okrese Pelhřimov, založeno bylo 1. června 2002. Umístěno bylo v bývalé chemické čistírně na Pražské ulici čp. 540.

## Expozice
Jako jeden z hlavních sbírkových předmětů byl vystaven vojenský pásový transportér HAKL, další vozidla patřila do sbírek Veterán klubu Úsobí a také rodině Joklů, ve sbírkách byl umístěn vůz Bentley z 30. let 20. století, pak byly ve sbírkách také vozy jako jsou Praga Picollo typ 21, Tatra 12 z roku 1928, Tatra 57 z roku 1933 a také motocykl Norton z roku 1960.
Toto muzeum je zrušené od cca roku 2003.